# 運動スキル
運動スキル（うんどうすきる、英語: motor skill）あるいは運動能力は、生物に、骨格筋を効果的に役立たせることを要求するスキルのことである。運動スキルと運動コントロールは脳、骨格、関節、神経系が正常に機能していることに依存する。運動スキルは幼児期に習得することが多いが、身体障害は運動スキル発達を阻害する。運動発達は、力、姿勢制御、バランス、知覚スキルの発達だけでなく、手足の行動と連携の発達でもある。
運動スキルは二つに分けられる。
- 頭部持ち上げ、寝返り、起きあがり、軽業、匍匐、歩行を含む。総合的な運動のスキル（gross motor skill）（粗大な運動のスキル[1]）。総合的な運動能力発達は通常ある傾向に従う。一般的に小さな筋肉はたちまち大きな筋肉になる。従って、総合的な運動能力発達は（細かい運動のスキルのような）他の分野のスキルを発達させる基礎となる。発達は一般的に全体から細部へと進む。乳幼児はまず頭脳のコントロールを習得する。

- 小さなものを巧みに扱う、ものを手から手へと移す、様々な反射神経を要するアビリティを含む細かい運動のスキル（fine motor skill）。細かい運動のスキルは、とりわけデリケートなタスクを達成するために、非常に正確な運動動作の行使を伴う。細かい運動のスキルの例には小さなものを抓む、切る、塗り絵、筆記（ライティング）、ビーズ通し、（親指と人差し指を）指先で抓む（pincer grasp）ことなどがある。細かい運動のスキルの発達はより小さな一連の筋肉を必要とするスキルの発達を伴う。

## 運動スキルを襲う身体障害
- ADC（エイズによる認知症）
- 低血圧
- 多発性硬化症
- 自閉症